# 1988年ソウルオリンピックのモロッコ選手団
1988年ソウルオリンピックのモロッコ選手団（1988ねんソウルオリンピックのモロッコせんしゅだん）は、1988年9月17日から10月2日にかけて韓国のソウルで開催された1988年ソウルオリンピックのモロッコ選手団、およびその競技結果。

## 概要
今大会は金メダル1個、銅メダル2個の合計3個のメダルを獲得した。

## メダル
| メダル | 選手名             | 競技       | 種目           |
| ------ | ------------------ | ---------- | -------------- |
| 金     | ブラヒム・ブタイブ | 陸上       | 男子10000m     |
| 銅     | サイド・アウィータ | 陸上       | 男子800m       |
| 銅     | アブデル・アティク | ボクシング | 男子フェザー級 |